# Aeropuerto Internacional de Nogales
El Aeropuerto Internacional de Nogales (Código IATA: NOG - Código OACI: MMNG - Código DGAC: NOG), es un aeropuerto internacional localizado a 13.5 kilómetros de Nogales, Sonora, México. Se sitúa cerca de la Frontera entre Estados Unidos y México al lado opuesto de Nogales, Arizona. Es operado por Olmeca-Maya-Mexica, una corporación del gobierno federal.

## Información
Fue incorporado a la Red ASA en 1966, cuenta con una superficie de 108 hectáreas aproximadamente y su plataforma para la aviación comercial es de 4,543 metros cuadrados; además tiene una posición y una pista de 1.8 kilómetros de longitud, apta para recibir aviones tipo ATR 42.
Posee estacionamiento propio, con capacidad de 24 lugares.
En el 2021, Nogales recibió a 4,020 pasajeros, mientras que en el 2022 recibió a 2,136 pasajeros, según datos publicados por Aeropuertos y Servicios Auxiliares.
Su horario oficial de operación es de las 8:00 a las 17:00 horas.

## Estadísticas

### Tráfico anual
| Año  | Pasajeros | cambio en % | Movimiento de carga (t) | Vuelos |
| 2006 | 7,158     | Sin cambios | -                       | 2,775  |
| 2007 | 7,665     | 7.08%       | -                       | 2,905  |
| 2008 | 4,151     | 45.84%      | -                       | 2,260  |
| 2009 | 3,627     | 12.62%      | -                       | 2,066  |
| 2010 | 3,499     | 3.53%       | -                       | 2,058  |
| 2011 | 3,874     | 10.72%      | 9                       | 2,256  |
| 2012 | 3,956     | 2.12%       | -                       | 2,299  |
| 2013 | 3,103     | 21.56%      | -                       | 1,975  |
| 2014 | 2,918     | 5.96%       | -                       | 1,983  |
| 2015 | 2,977     | 2.02%       | -                       | 1,777  |
| 2016 | 2,543     | 14.58%      | -                       | 1,411  |
| 2017 | 2,228     | 12.39%      | -                       | 1,342  |
| 2018 | 2,191     | 1.7%        | -                       | 1,274  |
| 2019 | 2,126     | 2.97%       | -                       | 1,216  |
| 2020 | 1,821     | 14.35%      | -                       | 1,096  |
| 2021 | 4,020     | 120.76%     | -                       | 2,237  |
| 2022 | 2,136     | 46.87%      | -                       | 1,225  |
| 2023 | 1,933     |             | -                       | 1,326  |
| 2024 | 1,812     |             | -                       | 1,164  |
| ---- | --------- | ----------- | ----------------------- | ------ |

## Accidentes e incidentes
- El 12 de junio de 1995 una aeronave Learjet 35 con matrícula XA-SVX operada por Aerotransportes de Toluca S.A.[4] que cubría un vuelo entre el Aeropuerto de Veracruz y el Aeropuerto de Nogales sufrió un incendio en el motor 1, por lo que la tripulación se desvió al Aeródromo de Magdalena de Kino en donde sufrió una excursión de pista al aterrizar, incendiándose en terreno aledaño al aeródromo. Los 2 miembros de la tripulación y los 2 pasajeros sobrevivieron. Se atribuye como causa probable del incidente a una fuga de aceite en el motor 1.[5]

## Aeropuertos cercanos
Los aeropuertos más cercanos son:
- Aeropuerto Nacional de Cananea (73km)
- Aeropuerto Internacional General Ignacio Pesqueira García (237km)
- Aeropuerto Internacional de Mar de Cortés (243km)
- Aeropuerto Nacional de Nuevo Casas Grandes (306km)